# Giacomo I d'Inghilterra
Giacomo Stuart (James Stuart), asceso ai troni di Scozia e Inghilterra con i nomi, rispettivamente, di Giacomo VI di Scozia e Giacomo I d'Inghilterra (Edimburgo, 19 giugno 1566 – Londra, 27 marzo 1625) è stato re di Scozia, d'Inghilterra e d'Irlanda. Fu il primo monarca a regnare su tutte le Isole britanniche, avendo unificato le corone d'Inghilterra, Scozia e Irlanda. Il suo regno è il quarto più lungo di tutta la storia britannica.
Regnò in Scozia dall'età di un anno (24 luglio 1567) fino alla sua morte. Il Paese fu governato da diversi reggenti durante la sua minore età, che terminò ufficialmente nel 1578, sebbene non abbia preso pieno controllo del suo governo fino al 1581. Il 24 marzo 1603, con il nome Giacomo I, succedette a Elisabetta I, ultima rappresentante della dinastia Tudor, che morì nubile e senza figli. Elisabetta (che aveva fatto giustiziare la madre di Giacomo, Maria Stuarda) e Giacomo erano cugini di terzo grado: il re di Scozia era difatti pronipote in via matrilineare di Margherita Tudor, figlia di Enrico VII (il nonno di Elisabetta I), sorella di Enrico VIII e madre di Giacomo V, nonno di Giacomo e cugino primo di Elisabetta.
Giacomo fu un monarca popolare in Scozia, ma dovette affrontare molte difficoltà in Inghilterra: fu soprattutto incapace di trattare con il Parlamento, che si mostrò immediatamente ostile nei suoi confronti, e di gestire la delicata questione religiosa che infervorava da anni il paese. Il suo gusto per l'assolutismo politico, la sua irresponsabilità nella gestione finanziaria del regno e i suoi impopolari favoritismi esasperarono la contrapposizione tra monarchia e Parlamento. Tuttavia, tale contrapposizione esplose nella guerra civile inglese solo con il suo successore; infatti, durante la vita di Giacomo I, il governo del regno rimase relativamente stabile.
Giacomo I, assieme ad Alfredo il Grande, è considerato uno dei più colti sovrani sia d'Inghilterra sia di Scozia. Durante il suo regno, continuò la straordinaria fioritura culturale dell'età elisabettiana nella letteratura, nelle arti e nelle scienze (talvolta la critica parla, per questa fase, di età giacobita, distinta da quella elisabettiana vera e propria). Lo stesso Giacomo era uno studioso di talento, autore di opere sulle arti occulte come il Daemonologie (1597) e il Basilikon Doron (1599), nonché promotore della più importante traduzione in inglese della Bibbia, nota come Bibbia di re Giacomo, tuttora unica versione ufficiale delle Sacre Scritture ammessa dalla Chiesa anglicana.
Da Giacomo I discesero in via matrilineare i monarchi del Casato di Hannover e quindi gli attuali regnanti del Casato di Windsor.

## Biografia

### Infanzia

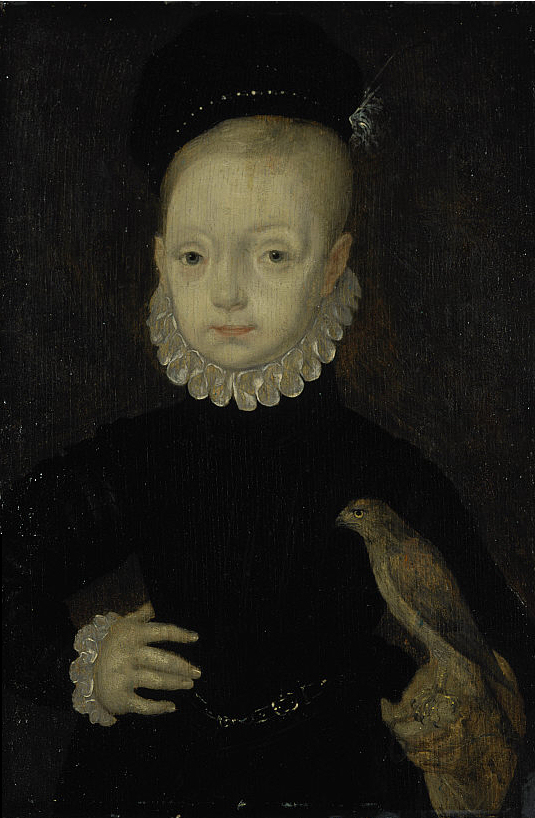
Ritratto del principe Giacomo, opera di Arnold Bronckorst

La situazione della Scozia alla nascita di Giacomo non era delle più tranquille: l'autorità di Maria Stuart era precaria e tanto lei quanto il marito (Enrico Stuart, Lord Darnley), entrambi di fede cattolica, dovevano fronteggiare il malcontento e le ribellioni dei nobili scozzesi, per lo più calvinisti; inoltre, anche il matrimonio della coppia reale fu costellato di difficoltà, sia sul piano politico sia privato. Mentre Maria era incinta, Enrico si alleò con i ribelli e arrivò a dare l'ordine di assassinare Davide Rizzio, segretario personale e amico intimo della regina, di origini piemontesi.
Giacomo nacque il 19 giugno 1566 nel Castello di Edimburgo e, in quanto figlio primogenito, divenne automaticamente Duca di Rothesay e Principe e Gran Luogotenente di Scozia. Fu battezzato in una cerimonia cattolica e ricevette il nome di Carlo Giacomo: il primo nome gli fu dato in onore del suo padrino, il re di Francia Carlo IX; la sua cugina lontana, Elisabetta I, come madrina in absentia, inviò a Edimburgo una magnifica fonte d'oro come dono per il battesimo del neonato.
Quando Giacomo aveva solo otto mesi suo padre Enrico fu assassinato presso Kirk o' Field (10 febbraio 1567), a causa di intrighi di corte, probabilmente seguenti la morte di Davide Rizzio. Dopo la morte del marito, Maria fu rapita e costretta a sposarsi una terza volta, con James Hepburn, conte di Bothwell, sospettato di essere l'artefice dell'assassinio di Lord Darnley: questo rese ancora più impopolare la regina. A giugno del 1567 alcuni ribelli protestanti arrestarono Maria, che venne imprigionata nel castello di Loch Leven. Qui la regina fu costretta ad abdicare al trono il 24 giugno in favore del figlio Giacomo, che aveva poco più di un anno; a sostituire il giovane re durante la sua minor età sarebbe stato lo zio Giacomo Stuart, conte di Moray, che divenne reggente del regno.

### Reggenze

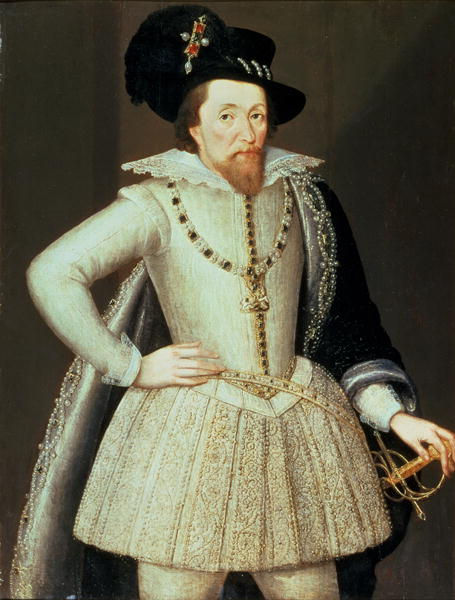
Giacomo I in abiti bianchi

Giacomo fu formalmente incoronato re nella chiesa di Holy Rude, Stirling, il 29 luglio 1567. Conformemente alla fede religiosa della maggioranza della classe dominante scozzese, fu educato come un membro della Chiesa di Scozia e da uomini di simpatie presbiteriane. Durante questi primi anni il potere fu detenuto da una serie di reggenti, il primo tra i quali fu Giacomo Stuart, conte di Moray, fratello illegittimo di Maria. Questa riuscì a fuggire di prigione nel 1568, dando inizio a un breve periodo di violenze. Moray sconfisse le truppe di Maria nella battaglia di Langside, costringendola a fuggire in Inghilterra, dove fu imprigionata da Elisabetta.
Giacomo Stuart fu assassinato da uno dei sostenitori di Maria nel 1570 e gli succedette alla reggenza il nonno paterno di Giacomo, Matthew Stewart, quarto conte di Lennox, che fu a sua volta assassinato l'anno successivo; e così fu anche per il terzo reggente, John Erskine, I conte di Mar. Infine la reggenza passò a James Douglas, IV conte di Morton, che durante le due precedenti reggenze era stato il più potente nobiluomo scozzese, più degli stessi reggenti. Lo storico e poeta George Buchanan fu responsabile dell'educazione di Giacomo.
Lord Morton ebbe successo nello sconfiggere definitivamente le famiglie che continuavano a sostenere Maria. La sua caduta non fu causata dai sostenitori di questa, ma dai cortigiani più vicini al re, che sottolinearono al giovane re l'estensione dei suoi poteri e lo incoraggiarono ad assumere il controllo di sé stesso. I cortigiani accusarono Morton di aver preso parte all'assassinio del padre di Giacomo: questi fu processato, condannato e giustiziato nel 1581; il potere fu da allora, almeno in teoria, detenuto dal re stesso, piuttosto che da un reggente.

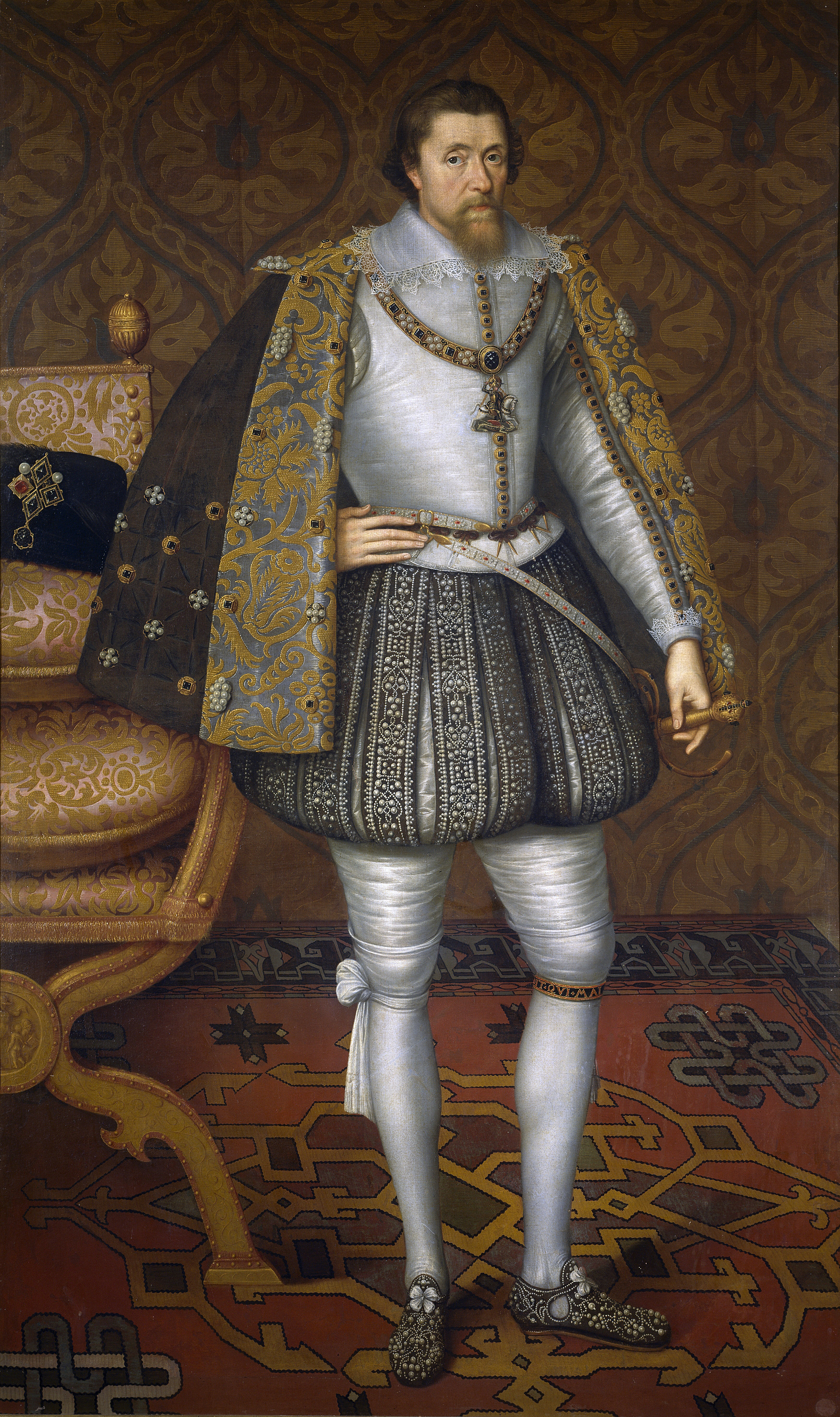
Giacomo I dipinto da Paul van Somer

Ciononostante, Giacomo VI non regnò direttamente, ma si appoggiò ai consigli dei suoi cortigiani più intimi, come il cugino Esmé Steward, duca di Lennox, o James Stuart, che ricevette il titolo di conte di Arran per la sua testimonianza contro Morton. Poiché Lennox era cattolico, e Arran incline all'episcopalismo, i lord scozzesi presbiteriani non trovarono di loro gradimento il governo. Nel corso del raid di Ruthven 1582, alcuni nobili presbiteriani, guidati da William Ruthven, I conte di Gowrie, catturarono Giacomo e lo tennero prigioniero per quasi un anno nel castello di Ruthven, ora conosciuto con il nome di Huntingtower Castle, nel Perthshire. Anche Arran fu tenuto prigioniero, mentre Lennox fu bandito in Francia. Nel 1583 il re e Arran riuscirono a scappare: Gowrie fu giustiziato e i ribelli costretti a fuggire in Inghilterra. Il parlamento scozzese, asservito al re, promulgò gli Atti neri, che ponevano la Chiesa di Scozia sotto il controllo reale. Gli atti erano estremamente popolari e il clero si oppose e lo denunciò, tentando di tenere la sua influenza sotto controllo, prima che divenisse abbastanza potente e audace da attaccare il presbiterianesimo.

### Successione inglese

Giacomo I d'Inghilterra

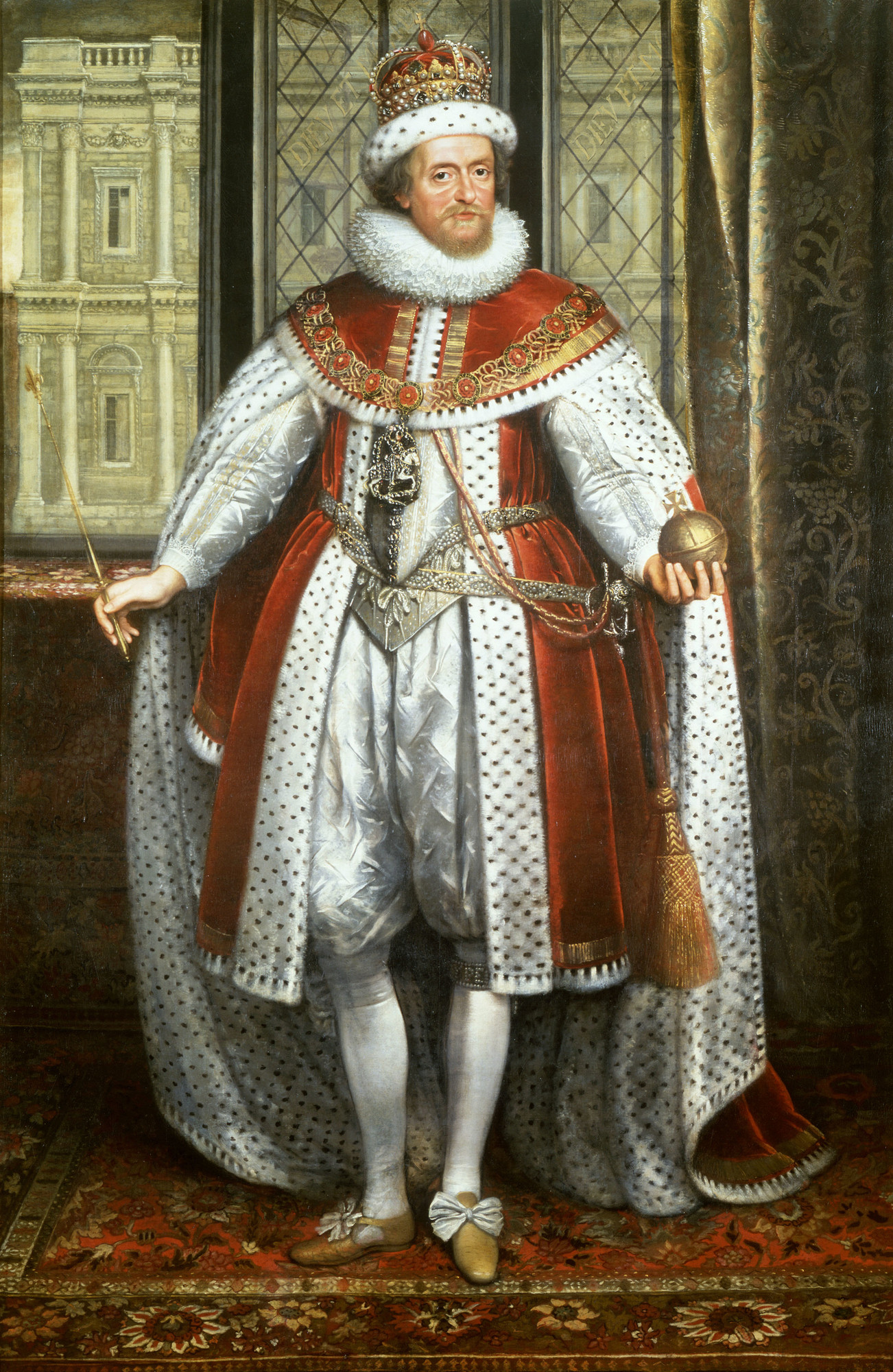
Paul van Somer I; Ritratto del re Giacomo

Nel 1586 Giacomo VI ed Elisabetta I divennero alleati, grazie al trattato di Berwick. Giacomo pensò di continuare ad appoggiare la regina nubile d'Inghilterra, dal momento che era un potenziale successore alla sua corona, in quanto discendente di Margherita Tudor. Enrico VIII, padre di Elisabetta I, aveva temuto che la corona inglese potesse giungere nelle mani degli Stuart e nel suo testamento aveva escluso la sorella Margherita Tudor e la sua discendenza dalla linea di successione. Sebbene tecnicamente esclusi a causa del testamento che, con un atto del Parlamento, aveva forza di legge, sia Maria Stuarda sia Giacomo erano seri pretendenti alla Corona d'Inghilterra, in qualità di parenti più stretti di Elisabetta, e dopo che quest'ultima fece giustiziare Maria Stuarda per il suo coinvolgimento in un complotto contro la sua persona, Giacomo divenne, di fatto, il suo erede presunto.

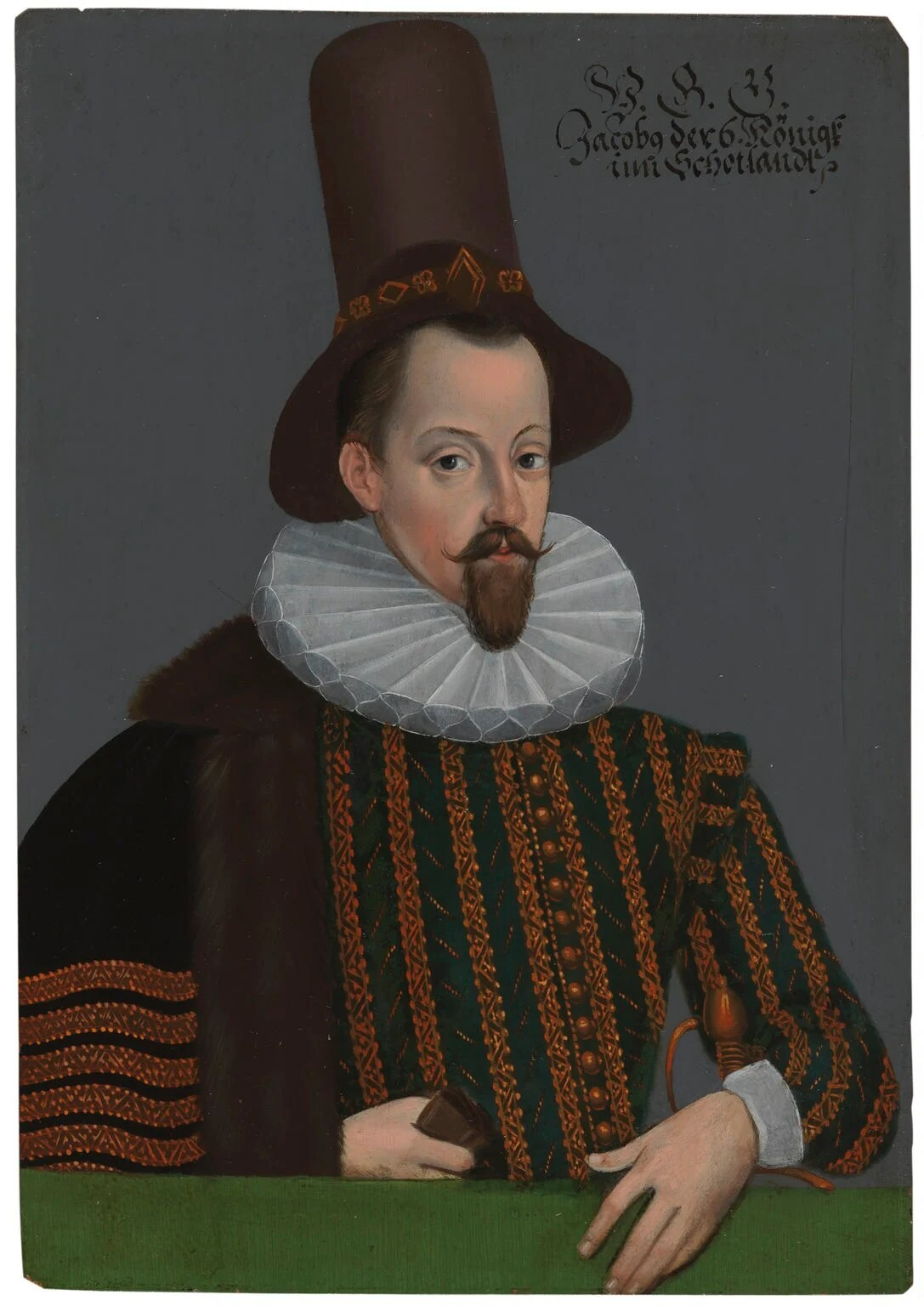
Giacomo I nel 1590

Dopo la sua esecuzione i sostenitori scozzesi di Maria Stuarda divennero deboli e Giacomo poté agire in modo da ridurre l'influenza dei nobili cattolici in Scozia. Si rese ancora più gradito ai protestanti sposando Anna di Danimarca, una principessa di una nazione protestante, figlia di Federico II di Danimarca. Il matrimonio fu celebrato per procura nel 1589 e nel 1590 di persona, quando Giacomo visitò la Danimarca. Presto rientrato in patria, presenziò al processo alle streghe di North Berwick, in cui alcune persone furono condannate per aver usato la stregoneria nel tentativo di causare una tempesta e far naufragare la nave in cui viaggiavano il re e la regina. Questo lo rese molto preoccupato per la minaccia che streghe e stregoneria rappresentavano per lui: scrisse un trattato di demonologia e, come conseguenza, centinaia di donne furono condannate a morte per stregoneria.
In principio Giacomo e la sua regina erano molto legati, ma i due gradualmente si estraniarono. La coppia ebbe otto figli, di cui uno nato morto e tre che sopravvissero all'infanzia, e si separò dopo la morte della figlia Sofia.
Giacomo fronteggiò una ribellione cattolica nel 1588 e fu costretto a riconciliarsi con la Chiesa di Scozia, acconsentendo ad abolire gli Atti Neri nel 1592. Giacomo, temendo che infierendo eccessivamente con i cattolici ribelli potesse provocare l'ostilità dei cattolici inglesi, concesse il perdono ad alcuni dei suoi oppositori, causando l'ostilità, di conseguenza, dei protestanti. Fronteggiò nel 1600 una cospirazione capeggiata da John Ruthven, III conte di Gowrie (figlio del conte giustiziato nel 1584), che dopo il fallimento della congiura, fu giustiziato assieme ai suoi complici, e in seguito anche i nobili protestanti giunsero a trattenersi davanti al re.
Dopo la morte di Elisabetta I la corona sarebbe dovuta passare, secondo il testamento di Enrico VIII, a lady Anna Stanley, ma Giacomo era, di fatto, l'unico pretendente abbastanza potente da difendere la sua rivendicazione. In effetti, fin dal 1601, i più influenti politici della corte inglese si erano messi in contatto con Giacomo per preparare la sua ascesa. Nel 1601 fu iniziato in Massoneria nella loggia di Scone e Perthe da John Mylne e nel 1603, poche ore dopo la morte di Elisabetta, un consiglio di successione proclamò Giacomo re di Inghilterra e Irlanda, ed egli fu incoronato il 25 luglio nell'Abbazia di Westminster. La Scozia e l'Inghilterra non divenivano però un unico regno, cosa che avverrà con l'Atto di Unione del 1707.

### Genealogia
|                                 |                                 |                                 |                                 |                                 |                                 |                         |                         |                  |                  |                  |                  |              |              | Enrico VII d'Inghilterra | Enrico VII d'Inghilterra | Enrico VII d'Inghilterra | Enrico VII d'Inghilterra | Enrico VII d'Inghilterra | Enrico VII d'Inghilterra |                            |                            |                            |                            |                            |                            | Elisabetta di York       | Elisabetta di York       | Elisabetta di York       | Elisabetta di York       | Elisabetta di York       | Elisabetta di York       |               |               |                   |                   |                   |                   |                   |                   |                  |                  |                  |                  |                     |                     |                     |                     |                     |                     |  |  |  |  |  |  |  |  |  |  |  |  |  |  |  |  |  |  |  |  |  |  |  |  |  |  |  |  |  |  |  |  |  |  |  |  |  |  |  |  |  |  |  |  |
|                                 |                                 |                                 |                                 |                                 |                                 |                         |                         |                  |                  |                  |                  |              |              | Enrico VII d'Inghilterra | Enrico VII d'Inghilterra | Enrico VII d'Inghilterra | Enrico VII d'Inghilterra | Enrico VII d'Inghilterra | Enrico VII d'Inghilterra |                            |                            |                            |                            |                            |                            | Elisabetta di York       | Elisabetta di York       | Elisabetta di York       | Elisabetta di York       | Elisabetta di York       | Elisabetta di York       |               |               |                   |                   |                   |                   |                   |                   |                  |                  |                  |                  |                     |                     |                     |                     |                     |                     |  |  |  |  |  |  |  |  |  |  |  |  |  |  |  |  |  |  |  |  |  |  |  |  |  |  |  |  |  |  |  |  |  |  |  |  |  |  |  |  |  |  |  |  |
|                                 |                                 |                                 |                                 |                                 |                                 |                         |                         |                  |                  |                  |                  |              |              |                          |                          |                          |                          |                          |                          |                            |                            |                            |                            |                            |                            |                          |                          |                          |                          |                          |                          |               |               |                   |                   |                   |                   |                   |                   |                  |                  |                  |                  |                     |                     |                     |                     |                     |                     |  |  |  |  |  |  |  |  |  |  |  |  |  |  |  |  |  |  |  |  |  |  |  |  |  |  |  |  |  |  |  |  |  |  |  |  |  |  |  |  |  |  |  |  |
|                                 |                                 |                                 |                                 |                                 |                                 |                         |                         |                  |                  |                  |                  |              |              |                          |                          |                          |                          |                          |                          |                            |                            |                            |                            |                            |                            |                          |                          |                          |                          |                          |                          |               |               |                   |                   |                   |                   |                   |                   |                  |                  |                  |                  |                     |                     |                     |                     |                     |                     |  |  |  |  |  |  |  |  |  |  |  |  |  |  |  |  |  |  |  |  |  |  |  |  |  |  |  |  |  |  |  |  |  |  |  |  |  |  |  |  |  |  |  |  |
|                                 |                                 |                                 |                                 | Margherita Tudor                | Margherita Tudor                | Margherita Tudor        | Margherita Tudor        | Margherita Tudor | Margherita Tudor |                  |                  |              |              |                          |                          |                          |                          |                          |                          | Enrico VIII d'Inghilterra  | Enrico VIII d'Inghilterra  | Enrico VIII d'Inghilterra  | Enrico VIII d'Inghilterra  | Enrico VIII d'Inghilterra  | Enrico VIII d'Inghilterra  |                          |                          |                          |                          |                          |                          |               |               |                   |                   |                   |                   | Maria Tudor       | Maria Tudor       | Maria Tudor      | Maria Tudor      | Maria Tudor      | Maria Tudor      |                     |                     |                     |                     |                     |                     |  |  |  |  |  |  |  |  |  |  |  |  |  |  |  |  |  |  |  |  |  |  |  |  |  |  |  |  |  |  |  |  |  |  |  |  |  |  |  |  |  |  |  |  |
|                                 |                                 |                                 |                                 | Margherita Tudor                | Margherita Tudor                | Margherita Tudor        | Margherita Tudor        | Margherita Tudor | Margherita Tudor |                  |                  |              |              |                          |                          |                          |                          |                          |                          | Enrico VIII d'Inghilterra  | Enrico VIII d'Inghilterra  | Enrico VIII d'Inghilterra  | Enrico VIII d'Inghilterra  | Enrico VIII d'Inghilterra  | Enrico VIII d'Inghilterra  |                          |                          |                          |                          |                          |                          |               |               |                   |                   |                   |                   | Maria Tudor       | Maria Tudor       | Maria Tudor      | Maria Tudor      | Maria Tudor      | Maria Tudor      |                     |                     |                     |                     |                     |                     |  |  |  |  |  |  |  |  |  |  |  |  |  |  |  |  |  |  |  |  |  |  |  |  |  |  |  |  |  |  |  |  |  |  |  |  |  |  |  |  |  |  |  |  |
|                                 |                                 |                                 |                                 |                                 |                                 |                         |                         |                  |                  |                  |                  |              |              |                          |                          |                          |                          |                          |                          |                            |                            |                            |                            |                            |                            |                          |                          |                          |                          |                          |                          |               |               |                   |                   |                   |                   |                   |                   |                  |                  |                  |                  |                     |                     |                     |                     |                     |                     |  |  |  |  |  |  |  |  |  |  |  |  |  |  |  |  |  |  |  |  |  |  |  |  |  |  |  |  |  |  |  |  |  |  |  |  |  |  |  |  |  |  |  |  |
| Giacomo V di Scozia             | Giacomo V di Scozia             | Giacomo V di Scozia             | Giacomo V di Scozia             | Giacomo V di Scozia             | Giacomo V di Scozia             | Margaret Douglas        | Margaret Douglas        | Margaret Douglas | Margaret Douglas | Margaret Douglas | Margaret Douglas |              |              | Maria I d'Inghilterra    | Maria I d'Inghilterra    | Maria I d'Inghilterra    | Maria I d'Inghilterra    | Maria I d'Inghilterra    | Maria I d'Inghilterra    | Elisabetta I d'Inghilterra | Elisabetta I d'Inghilterra | Elisabetta I d'Inghilterra | Elisabetta I d'Inghilterra | Elisabetta I d'Inghilterra | Elisabetta I d'Inghilterra | Edoardo VI d'Inghilterra | Edoardo VI d'Inghilterra | Edoardo VI d'Inghilterra | Edoardo VI d'Inghilterra | Edoardo VI d'Inghilterra | Edoardo VI d'Inghilterra |               |               | Francesca Brandon | Francesca Brandon | Francesca Brandon | Francesca Brandon | Francesca Brandon | Francesca Brandon | Eleonora Brandon | Eleonora Brandon | Eleonora Brandon | Eleonora Brandon | Eleonora Brandon    | Eleonora Brandon    |                     |                     |                     |                     |  |  |  |  |  |  |  |  |  |  |  |  |  |  |  |  |  |  |  |  |  |  |  |  |  |  |  |  |  |  |  |  |  |  |  |  |  |  |  |  |  |  |  |  |
| Giacomo V di Scozia             | Giacomo V di Scozia             | Giacomo V di Scozia             | Giacomo V di Scozia             | Giacomo V di Scozia             | Giacomo V di Scozia             | Margaret Douglas        | Margaret Douglas        | Margaret Douglas | Margaret Douglas | Margaret Douglas | Margaret Douglas |              |              | Maria I d'Inghilterra    | Maria I d'Inghilterra    | Maria I d'Inghilterra    | Maria I d'Inghilterra    | Maria I d'Inghilterra    | Maria I d'Inghilterra    | Elisabetta I d'Inghilterra | Elisabetta I d'Inghilterra | Elisabetta I d'Inghilterra | Elisabetta I d'Inghilterra | Elisabetta I d'Inghilterra | Elisabetta I d'Inghilterra | Edoardo VI d'Inghilterra | Edoardo VI d'Inghilterra | Edoardo VI d'Inghilterra | Edoardo VI d'Inghilterra | Edoardo VI d'Inghilterra | Edoardo VI d'Inghilterra |               |               | Francesca Brandon | Francesca Brandon | Francesca Brandon | Francesca Brandon | Francesca Brandon | Francesca Brandon | Eleonora Brandon | Eleonora Brandon | Eleonora Brandon | Eleonora Brandon | Eleonora Brandon    | Eleonora Brandon    |                     |                     |                     |                     |  |  |  |  |  |  |  |  |  |  |  |  |  |  |  |  |  |  |  |  |  |  |  |  |  |  |  |  |  |  |  |  |  |  |  |  |  |  |  |  |  |  |  |  |
|                                 |                                 |                                 |                                 |                                 |                                 |                         |                         |                  |                  |                  |                  |              |              |                          |                          |                          |                          |                          |                          |                            |                            |                            |                            |                            |                            |                          |                          |                          |                          |                          |                          |               |               |                   |                   |                   |                   |                   |                   |                  |                  |                  |                  |                     |                     |                     |                     |                     |                     |  |  |  |  |  |  |  |  |  |  |  |  |  |  |  |  |  |  |  |  |  |  |  |  |  |  |  |  |  |  |  |  |  |  |  |  |  |  |  |  |  |  |  |  |
| Maria Stuarda, regina di Scozia | Maria Stuarda, regina di Scozia | Maria Stuarda, regina di Scozia | Maria Stuarda, regina di Scozia | Maria Stuarda, regina di Scozia | Maria Stuarda, regina di Scozia | Enrico Stuart           | Enrico Stuart           | Enrico Stuart    | Enrico Stuart    | Enrico Stuart    | Enrico Stuart    | Carlo Stuart | Carlo Stuart | Carlo Stuart             | Carlo Stuart             | Carlo Stuart             | Carlo Stuart             |                          |                          |                            |                            |                            |                            | Jane Grey                  | Jane Grey                  | Jane Grey                | Jane Grey                | Jane Grey                | Jane Grey                | Caterina Grey            | Caterina Grey            | Caterina Grey | Caterina Grey | Caterina Grey     | Caterina Grey     | Maria Grey        | Maria Grey        | Maria Grey        | Maria Grey        | Maria Grey       | Maria Grey       |                  |                  | Margherita Clifford | Margherita Clifford | Margherita Clifford | Margherita Clifford | Margherita Clifford | Margherita Clifford |  |  |  |  |  |  |  |  |  |  |  |  |  |  |  |  |  |  |  |  |  |  |  |  |  |  |  |  |  |  |  |  |  |  |  |  |  |  |  |  |  |  |  |  |
| Maria Stuarda, regina di Scozia | Maria Stuarda, regina di Scozia | Maria Stuarda, regina di Scozia | Maria Stuarda, regina di Scozia | Maria Stuarda, regina di Scozia | Maria Stuarda, regina di Scozia | Enrico Stuart           | Enrico Stuart           | Enrico Stuart    | Enrico Stuart    | Enrico Stuart    | Enrico Stuart    | Carlo Stuart | Carlo Stuart | Carlo Stuart             | Carlo Stuart             | Carlo Stuart             | Carlo Stuart             |                          |                          |                            |                            |                            |                            | Jane Grey                  | Jane Grey                  | Jane Grey                | Jane Grey                | Jane Grey                | Jane Grey                | Caterina Grey            | Caterina Grey            | Caterina Grey | Caterina Grey | Caterina Grey     | Caterina Grey     | Maria Grey        | Maria Grey        | Maria Grey        | Maria Grey        | Maria Grey       | Maria Grey       |                  |                  | Margherita Clifford | Margherita Clifford | Margherita Clifford | Margherita Clifford | Margherita Clifford | Margherita Clifford |  |  |  |  |  |  |  |  |  |  |  |  |  |  |  |  |  |  |  |  |  |  |  |  |  |  |  |  |  |  |  |  |  |  |  |  |  |  |  |  |  |  |  |  |
|                                 |                                 |                                 |                                 |                                 |                                 |                         |                         |                  |                  |                  |                  |              |              |                          |                          |                          |                          |                          |                          |                            |                            |                            |                            |                            |                            |                          |                          |                          |                          |                          |                          |               |               |                   |                   |                   |                   |                   |                   |                  |                  |                  |                  |                     |                     |                     |                     |                     |                     |  |  |  |  |  |  |  |  |  |  |  |  |  |  |  |  |  |  |  |  |  |  |  |  |  |  |  |  |  |  |  |  |  |  |  |  |  |  |  |  |  |  |  |  |
|                                 |                                 | Giacomo I d'Inghilterra         | Giacomo I d'Inghilterra         | Giacomo I d'Inghilterra         | Giacomo I d'Inghilterra         | Giacomo I d'Inghilterra | Giacomo I d'Inghilterra |                  |                  |                  |                  |              |              | Arbella Stuart           | Arbella Stuart           | Arbella Stuart           | Arbella Stuart           | Arbella Stuart           | Arbella Stuart           |                            |                            |                            |                            |                            |                            |                          |                          |                          |                          |                          |                          |               |               |                   |                   |                   |                   |                   |                   |                  |                  |                  |                  | ebbe discendenza    | ebbe discendenza    | ebbe discendenza    | ebbe discendenza    | ebbe discendenza    | ebbe discendenza    |  |  |  |  |  |  |  |  |  |  |  |  |  |  |  |  |  |  |  |  |  |  |  |  |  |  |  |  |  |  |  |  |  |  |  |  |  |  |  |  |  |  |  |  |
|                                 |                                 | Giacomo I d'Inghilterra         | Giacomo I d'Inghilterra         | Giacomo I d'Inghilterra         | Giacomo I d'Inghilterra         | Giacomo I d'Inghilterra | Giacomo I d'Inghilterra |                  |                  |                  |                  |              |              | Arbella Stuart           | Arbella Stuart           | Arbella Stuart           | Arbella Stuart           | Arbella Stuart           | Arbella Stuart           |                            |                            |                            |                            |                            |                            |                          |                          |                          |                          |                          |                          |               |               |                   |                   |                   |                   |                   |                   |                  |                  |                  |                  | ebbe discendenza    | ebbe discendenza    | ebbe discendenza    | ebbe discendenza    | ebbe discendenza    | ebbe discendenza    |  |  |  |  |  |  |  |  |  |  |  |  |  |  |  |  |  |  |  |  |  |  |  |  |  |  |  |  |  |  |  |  |  |  |  |  |  |  |  |  |  |  |  |  |

### Primi anni di regno in Inghilterra

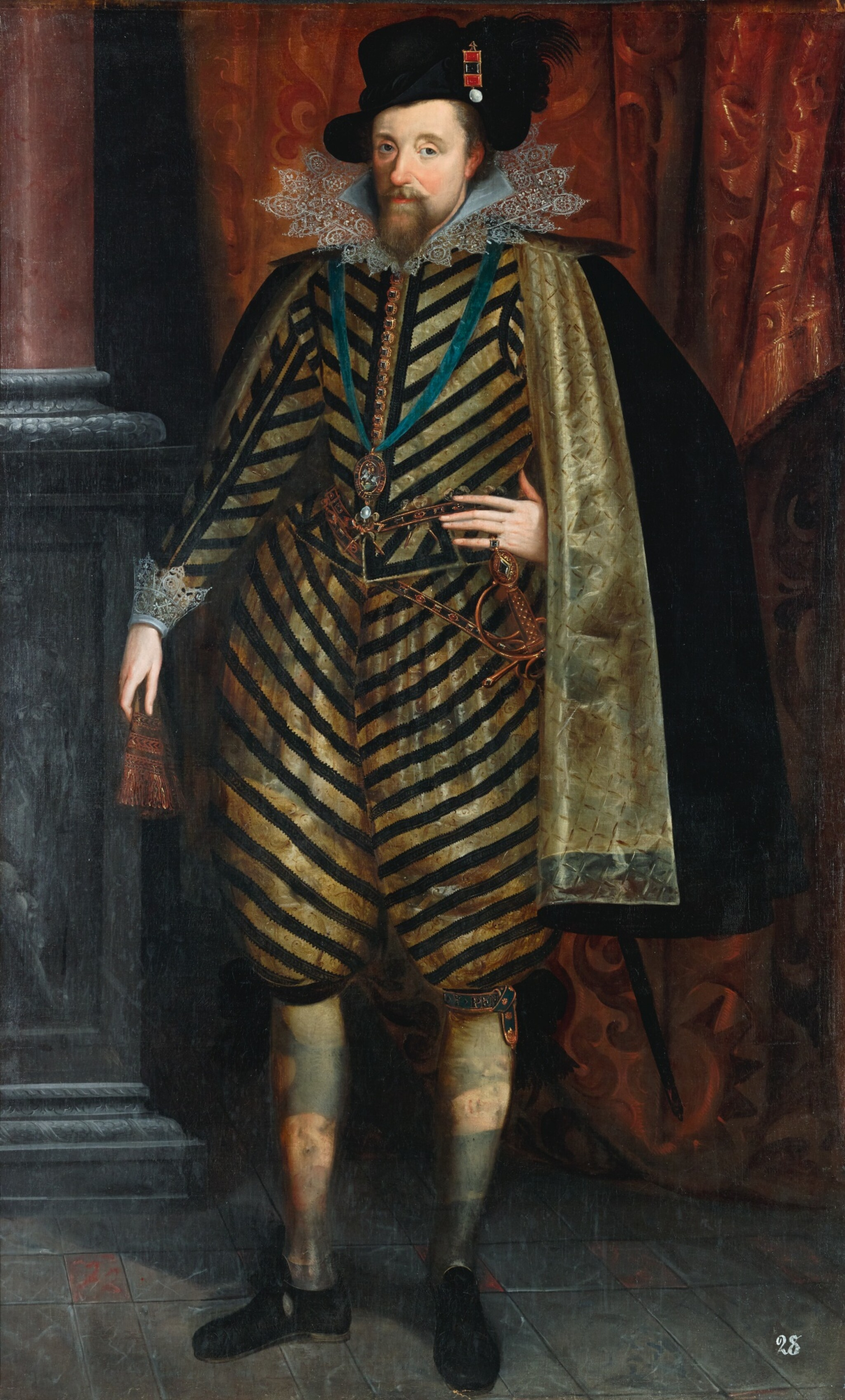
Giacomo I in abiti da corte (1618-1620)

Il consigliere capo di Giacomo fu Robert Cecil, figlio minore del ministro favorito di Elisabetta I William Cecil, I barone Burghley che divenne conte di Salisbury nel 1605. Giacomo amava le spese stravaganti: solo l'abilità di Cecil poteva evitare il disastro finanziario. Il re creò anche nuovi titoli di nobiltà per ricompensare i suoi cortigiani: in totale furono sessantadue, mentre Elisabetta I, in cinquant'anni di regno, ne aveva creato solo otto. Inoltre Giacomo si invischiò in una serie di conflitti con il Parlamento. Prima di succedere al trono, egli aveva scritto La vera legge delle libere monarchie (The True Law of Free Monarchies) in cui egli sosteneva che il diritto divino dei re era sanzionato dalla successione apostolica: abituato al timido parlamento scozzese, non amò lavorare con la sua più aggressiva controparte inglese. Sia in Scozia sia in Inghilterra la madre si era sempre considerata un monarca assoluto, responsabile delle sue azioni solo a Dio e non obbligato a consultarsi con nessun altro, e anche Giacomo fece lo stesso fino alla morte.
Uno dei primi atti di Giacomo fu quello di porre fine al coinvolgimento inglese nella guerra degli otto anni, con la firma del trattato di Londra, nel 1604. Dovette inoltre quasi immediatamente confrontarsi con i conflitti religiosi dell'Inghilterra: dopo il suo arrivo, gli fu subito presentata una petizione che chiedeva la tolleranza per i puritani. Nel 1604, nel corso della conferenza di Hampton Court, Giacomo dimostrò di non voler acconsentire alle richieste dei puritani. Acconsentì invece a esaudire la richiesta di una traduzione ufficiale della Bibbia, versione nota come Bibbia di re Giacomo (1611), e ampliò e rese ancora più severe le pene previste dall'Atto contro la Stregoneria (Witchcraft Act).
Giacomo incorse anche nella collera dei cattolici. Sebbene fosse stato equanime nei confronti dei cattolici, i suoi sudditi protestanti si erano assicurati che i cattolici non ottenessero uguali diritti. Così, nei suoi primi anni di regno, quando i suoi sudditi ignoravano le sue politiche di tolleranza nei confronti del cattolicesimo e conoscevano solo la sua educazione rigorosamente protestante, ci furono svariati complotti per rimuoverlo dal potere, il più famoso dei quali fu la congiura delle polveri del 1605. I cospiratori cattolici, capeggiati da Robert Catesby, progettarono un attentato da effettuarsi provocando un'esplosione nella Camera dei Lord in un momento in cui il re e i membri di entrambe le Camere sarebbero stati presenti. Avrebbero poi posto sul trono la figlia di Giacomo, Elisabetta, che speravano potesse essere convertita al cattolicesimo. La congiura fu però scoperta causando grande sensazione, ma la politica internazionale di Giacomo, che comunque continuò e inasprì le spietate repressioni dei cattolici, garantì la fine dei complotti.

### Conflitto con il Parlamento

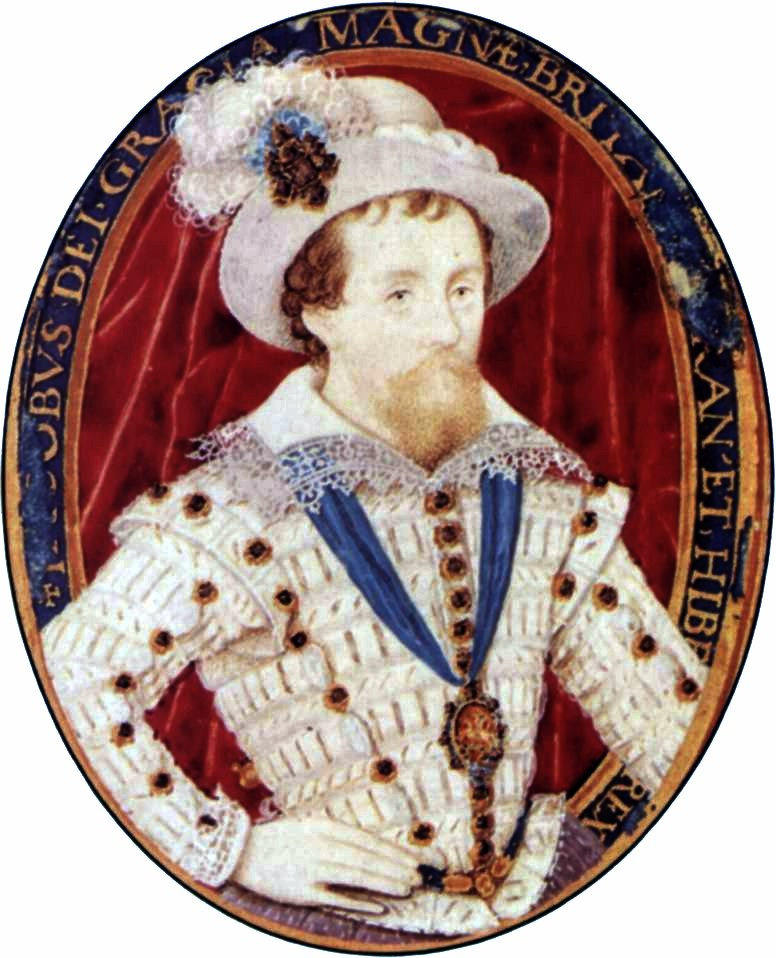
Ritratto di Giacomo I, opera di Nicholas Hilliard, 1603-1609

Il Parlamento entrò in uno stato di paranoia anticattolica dopo la fallita congiura e votò nuovi sussidi al re, che rimase però insoddisfatto dei suoi introiti. Giacomo impose tasse senza il consenso parlamentare, sebbene nessun monarca avesse preso una decisione così ardita dal tempo di Riccardo II. L'illegalità di un simile procedimento fu denunciata da un mercante, John Bates, ma la Corte dello Scacchiere sentenziò in favore del re. La decisione della corte fu denunciata dal Parlamento, i cui rapporti con il re si erano ulteriormente raffreddati a causa del rifiuto dell'assemblea di approvare il piano del re che prevedeva libero commercio tra Inghilterra e Scozia.
Nel 1610 Salisbury propose al Parlamento il Grande Contratto, un progetto in cui la Corona avrebbe rinunciato a tutti i suoi introiti feudali in cambio di un sussidio parlamentare annuale. Il piano tuttavia fallì a causa delle divisioni del Parlamento e Giacomo, frustrato, lo sciolse nel 1611.
Giacomo, gravemente indebitato, cominciò a vendere onori e titoli per raccogliere soldi. Nel 1611 egli usò lettere patenti per inventare una nuova dignità, quella di baronetto, concessa al prezzo di 1 080 sterline. Una baronia ne costava circa 5 000, una viscontea 10 000 e una contea 20 000.
Lord Salisbury morì nel 1612; un altro dei suoi più stretti consiglieri, Robert Carr, I conte di Somerset, fu costretto ad abbandonare il suo ufficio in seguito a uno scandalo. Giacomo, privato di questi aiutanti, cominciò a occuparsi di persona di problemi che prima aveva lasciato ai suoi ministri e la sua gestione si rivelò disastrosa per le sue finanze. Un nuovo Parlamento dovette essere eletto nel 1614 per imporre nuove tasse, che però questi si rifiutò di approvare. Il re, incollerito, disciolse il Parlamento poco dopo averlo convocato, quando fu chiaro che non era possibile compiere progressi.

### Ultimi anni

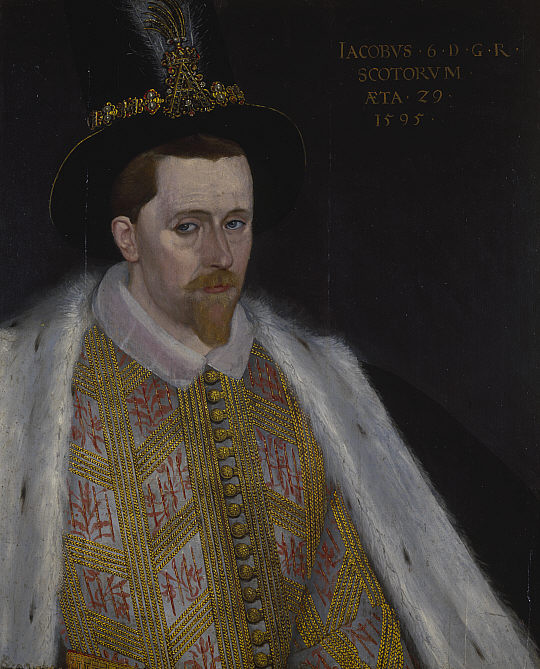
Giacomo I in età matura, ritratto del 1595 di Adrian Vanson

Dopo lo scioglimento del Parlamento Giacomo governò senza il suo ausilio per sette anni. Di fronte alle difficoltà finanziarie causate dalla mancata approvazione di nuove tasse da parte del Parlamento, pensò di stringere un'utile alleanza con la Spagna, facendo sposare al figlio Carlo, Maria di Spagna, figlia del re Filippo III. La possibilità di un'alleanza con un regno cattolico non fu ben accolta dall'Inghilterra protestante: l'impopolarità di Giacomo fu ulteriormente aumentata dall'esecuzione di Walter Raleigh; anche in Scozia Giacomo era osteggiato per la sua insistenza riguardo all'approvazione dei cinque articoli di Perth, che erano considerati come un tentativo di introdurre pratiche cattoliche e anglicane nella Scozia presbiteriana.
Lo scoppio nel 1618 della guerra dei trent'anni sconvolse l'Europa. Giacomo I fu coinvolto a forza a causa del matrimonio di sua figlia Elisabetta con il protestante duca del Palatinato Federico V, uno dei protagonisti della prima fase della guerra; nell'ottica di una guerra fra potenze protestanti e cattoliche, il tentativo di un re anglicano di allearsi con la cattolica Spagna causò molta sfiducia nei suoi confronti, sia da parte del popolo sia da parte della classe dirigente.
La regina Anna morì il 4 marzo 1619 a Hampton Court e fu sepolta a Westminster. In seguito si diffusero voci che Giacomo fosse stato poco turbato da questa morte a causa dei suoi romantici sentimenti per George Villiers. I due si erano incontrati nel 1614 e Villiers rapidamente conquistò il favore del re, ottenendo onori su onori, fino a essere creato duca di Buckingham nel 1623, previo ripristino del titolo dopo oltre un secolo di vacanza.
Il terzo Parlamento di Giacomo fu convocato nel 1621. La Camera dei Comuni acconsentì a garantire a Giacomo un piccolo sussidio, ma quindi, con dispiacere del re, passarono ad altri argomenti. Villiers, che era divenuto il principale consigliere del re, fu attaccato per il suo progetto di far sposare al principe di Galles un'Infanta di Spagna e la pratica di vendere monopoli e altri onori fu deprecata. La Camera dei Comuni fece processare Francesco Bacone, allora Lord Cancelliere, per corruzione, e la Camera dei Lord (Bacone era visconte St. Albans), lo dichiarò colpevole. Sebbene un simile evento non si verificasse da secoli, il processo non incontrò l'opposizione di Giacomo, che riteneva, sacrificando Bacone, di ammorbidire l'opposizione parlamentare. A Bacone, in ogni caso, il re garantì il pieno perdono.
Una nuova disputa costituzionale sorse poco dopo. Giacomo voleva aiutare il genero, l'Elettore Palatino, e chiese al Parlamento nuovi fondi. La Camera dei Comuni, in risposta, richiese di abbandonare il progetto di alleanza matrimoniale con la Spagna. Quando Giacomo dichiarò che la Camera aveva superato i suoi limiti offrendo consigli non richiesti, questa protestò replicando di avere il diritto di dibattere ogni argomento relativo al benessere del Regno. Giacomo ordinò che la protesta fosse stralciata dal Giornale dei Comuni e sciolse il Parlamento.
Nel 1623 il Duca di Buckingham e il Principe di Galles viaggiarono alla volta di Madrid nel tentativo di assicurare un matrimonio fra il principe stesso e la figlia di Filippo III. Furono però umiliati dagli uomini di corte spagnoli, che chiesero al Principe di Galles di convertirsi al cattolicesimo. Tornarono allora in Inghilterra avviliti e chiesero che si muovesse guerra alla Spagna. I protestanti li rinviarono indietro e Giacomo ammonì il Parlamento che assicurò in qualche misura i fondi per la guerra. Il Parlamento venne prorogato con l'intesa che esso avrebbe più tardi assicurato maggiori fondi per la guerra.
Il Parlamento tuttavia non si riunì mai come previsto: Carlo, Principe di Galles, aveva promesso che, anche se avesse sposato una cattolica, non avrebbe revocato le restrizioni politiche che pesavano sui cattolici. Quando tuttavia acconsentì a sposare Enrichetta Maria di Francia, egli rinnegò le sue precedenti promesse: Carlo si assicurò che il Parlamento non si riunisse, per evitare un confronto sulla questione.
Giacomo diede segni di demenza senile durante l'ultimo anno del suo regno: il potere di fatto passò nelle mani del principe di Galles e del duca di Buckingham, sebbene il re conservasse abbastanza potere per evitare che la guerra scoppiasse durante il suo regno. Morì nel 1625, fu sepolto a Westminster e gli succedette il figlio con il nome di Carlo I.

### Sessualità
Uno degli aspetti più chiacchierati della vita di Giacomo fu la sua sessualità. Un epigramma dell'epoca recitava Rex fuit Elisabeth, nunc est regina Jacobus (Elisabetta fu re: ora è regina Giacomo).
È fuori questione che il re, nello scegliere i suoi favoriti, privilegiasse i gentiluomini giovani e belli, anche se di famiglia non particolarmente importante: la carriera di Robert Carr, I conte di Somerset, e di George Villiers ne sono uno esempio. Quando Giacomo riferì al Privy Council nel 1617 dei favoritismi a quest'ultimo (nominato nel 1615 gentiluomo della camera da letto, nel 1616 cavaliere e visconte, per poi nominarlo conte l'anno successivo), dichiarò candidamente:
Inoltre, nel 1619, fece Villiers marchese e, nel 1623, duca di Buckingham, ripristinando appositamente il titolo. Tuttora si sono conservate lettere intime fra i due.

## Discendenza

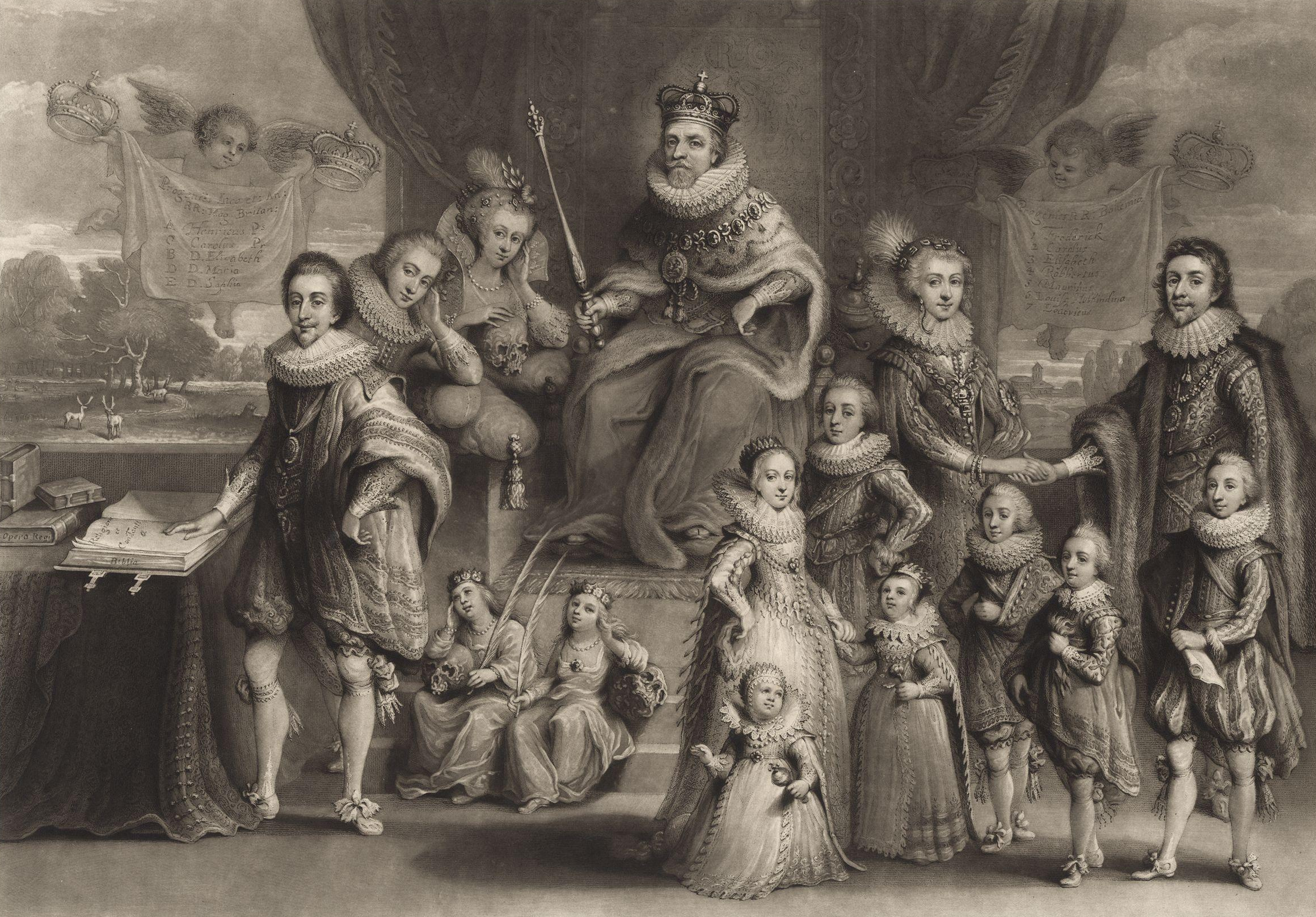
Giacomo I e la sua progenie regale, di Charles Turner, da una mezzatinta di Samuel Woodburn (1814), da Willem de Passe

Giacomo I ebbe da Anna di Danimarca sette figli:
- Enrico (1594 - 1612), Principe di Galles, morto all'età di 18 anni, probabilmente di febbre tifoidea;
- Elisabetta (1596 - 1662), andata sposa nel 1613 a Federico V Elettore Palatino. I monarchi del casato di Hannover e gli attuali Windsor sono suoi discendenti;
- Margherita (24 dicembre 1598 - marzo 1600);
- Carlo I (1600 - 1649), successore del padre sul trono, sposò nel 1625 Enrichetta Maria di Borbone-Francia;
- Roberto (18 gennaio 1602 - 27 maggio 1602), duca di Kintyre, deceduto all'età di quattro mesi;
- Maria (8 aprile 1605 - 16 dicembre 1607);
- Sofia (giugno 1606 - giugno 1606), deceduta 48 ore dopo la nascita.

## Ascendenza
|                                 |                      |                                      | Genitori                       |  |  | Nonni |  |  | Bisnonni                     |  |  | Trisnonni                       |  |
|                                 |                      |                                      |                                |  |  |       |  |  | John Stuart, conte di Lennox |  |  | Matthew Stuart, conte di Lennox |  |
|                                 |                      |                                      |                                |  |  |       |  |  | John Stuart, conte di Lennox |  |  | Matthew Stuart, conte di Lennox |  |
|                                 |                      | Elizabeth Hamilton                   |                                |  |  |       |  |  | John Stuart, conte di Lennox |  |  |                                 |  |
| Matthew Stuart, conte di Lennox |                      |                                      |                                |  |  |       |  |  | John Stuart, conte di Lennox |  |  |                                 |  |
|                                 |                      | Elizabeth Stewart                    | John Stewart, conte di Atholl  |  |  |       |  |  |                              |  |  |                                 |  |
|                                 |                      | Elizabeth Stewart                    | John Stewart, conte di Atholl  |  |  |       |  |  |                              |  |  |                                 |  |
|                                 |                      | Elizabeth Stewart                    | Eleanor Sinclair               |  |  |       |  |  |                              |  |  |                                 |  |
| Enrico Stuart, Lord Darnley     |                      | Elizabeth Stewart                    |                                |  |  |       |  |  |                              |  |  |                                 |  |
|                                 |                      | Archibald Douglas, VI conte di Angus | George Douglas                 |  |  |       |  |  |                              |  |  |                                 |  |
|                                 |                      | Archibald Douglas, VI conte di Angus | George Douglas                 |  |  |       |  |  |                              |  |  |                                 |  |
|                                 |                      | Archibald Douglas, VI conte di Angus | Elizabeth Drummond             |  |  |       |  |  |                              |  |  |                                 |  |
| Margaret Douglas                |                      | Archibald Douglas, VI conte di Angus |                                |  |  |       |  |  |                              |  |  |                                 |  |
|                                 |                      | Margherita d'Inghilterra             | Enrico VII d'Inghilterra       |  |  |       |  |  |                              |  |  |                                 |  |
|                                 |                      | Margherita d'Inghilterra             | Enrico VII d'Inghilterra       |  |  |       |  |  |                              |  |  |                                 |  |
|                                 |                      | Margherita d'Inghilterra             | Elisabetta di York             |  |  |       |  |  |                              |  |  |                                 |  |
| Giacomo I d'Inghilterra         |                      | Margherita d'Inghilterra             |                                |  |  |       |  |  |                              |  |  |                                 |  |
|                                 | Giacomo IV di Scozia | Giacomo III di Scozia                |                                |  |  |       |  |  |                              |  |  |                                 |  |
|                                 | Giacomo IV di Scozia | Giacomo III di Scozia                |                                |  |  |       |  |  |                              |  |  |                                 |  |
|                                 | Giacomo IV di Scozia | Margherita di Danimarca              |                                |  |  |       |  |  |                              |  |  |                                 |  |
| Giacomo V di Scozia             | Giacomo IV di Scozia |                                      |                                |  |  |       |  |  |                              |  |  |                                 |  |
|                                 |                      | Margherita d'Inghilterra             | Enrico VII d'Inghilterra       |  |  |       |  |  |                              |  |  |                                 |  |
|                                 |                      | Margherita d'Inghilterra             | Enrico VII d'Inghilterra       |  |  |       |  |  |                              |  |  |                                 |  |
|                                 |                      | Margherita d'Inghilterra             | Elisabetta di York             |  |  |       |  |  |                              |  |  |                                 |  |
| Maria I di Scozia               |                      | Margherita d'Inghilterra             |                                |  |  |       |  |  |                              |  |  |                                 |  |
|                                 |                      | Claudio I di Guisa                   | Renato II di Lorena            |  |  |       |  |  |                              |  |  |                                 |  |
|                                 |                      | Claudio I di Guisa                   | Renato II di Lorena            |  |  |       |  |  |                              |  |  |                                 |  |
|                                 |                      | Claudio I di Guisa                   | Filippina di Gheldria          |  |  |       |  |  |                              |  |  |                                 |  |
| Maria di Guisa                  |                      | Claudio I di Guisa                   |                                |  |  |       |  |  |                              |  |  |                                 |  |
|                                 |                      | Antonia di Borbone-Vendôme           | Francesco di Borbone-Vendôme   |  |  |       |  |  |                              |  |  |                                 |  |
|                                 |                      | Antonia di Borbone-Vendôme           | Francesco di Borbone-Vendôme   |  |  |       |  |  |                              |  |  |                                 |  |
|                                 |                      | Antonia di Borbone-Vendôme           | Maria di Lussemburgo-Saint-Pol |  |  |       |  |  |                              |  |  |                                 |  |
|                                 |                      | Antonia di Borbone-Vendôme           |                                |  |  |       |  |  |                              |  |  |                                 |  |

## Letteratura
Giacomo I Stuart compare come personaggio nel romanzo La colonna di fuoco del 2017, trilogia di Ken Follett.

## Cinema
Vi è un cameo di Jonathan Pryce nei panni del re Giacomo in The New World di Terrence Malick.

## Televisione
Nella popolare serie televisiva Doctor Who vi e un episodio dedicato al re Giacomo (interpretato da Alan Cumming) mentre assieme al Dottore si confronta contro alcune presunte "streghe", poi rivelatesi organismi extraterrestri che prendevano possesso dei cadaveri delle donne falsamente accusate di stregoneria.
Nella serie televisiva Reign Giacomo I compare nella puntata finale della quarta stagione ed è interpretato da Jake Foy.